# 让·卡约尔
让·卡约尔（法语：Jean Cayrol；1911年6月6日—2005年2月10日）是法国诗人、出版商和龚古尔学院的成员，生于波尔多。他因在阿伦·雷奈1955年的纪录片《夜与雾》中撰写旁白而最为著名。他是法国颠覆性的哲学出版物《Tel Quel》的主要撰稿人。
1941年，在纳粹占领法国期间，卡约尔加入了法国抵抗组织，但他随后被出卖、逮捕，并于1943年被送往古森集中营。他是该集中营中最年轻的法国囚犯之一，因此被要求从事一些最艰苦的工作，以及修建公路和铁路。当卡约尔想通过绝食而死时，他的生命被 "古森的圣人 "约翰·格鲁伯博士所救。格鲁伯在20号营房的盥洗室里给了卡约尔一些 "格鲁伯汤"，并为卡约尔进行了干预，让他转到一个更容易的工作岗位。此后，卡约尔在古森集中营一区的斯太尔-戴姆勒-普赫从事最后的检查工作，在那里他可以在休息时写些文学作品。
1944年2月至1945年4月，卡约尔在古森集中营一区创作了大量诗歌。《Alerte aux ombres 1944-1945》是卡约尔的古森文本集，于1997年出版。
拉撒路的形象在卡约尔的作品中多次出现。由于自己逃脱了死亡，卡约尔被拉撒路的故事所吸引，并受到启发。
卡约尔创办了由門檻出版社 (Éditions du Seuil)出版的评论《Ecrire》，并做了十年编辑（1956-66年），門檻出版社在1949年聘请他为编辑顾问。
他退休后去了波尔多，并在那里去世，享年93岁。